# Fryderyk Wilhelm I (elektor Hesji-Kassel)
Fryderyk Wilhelm I, elektor Hesji-Kassel (ur. 20 sierpnia 1802 na Zamku Philippsruhe niedaleko Hanau, zm. 6 stycznia 1875 w Pradze) – landgraf oraz książę elektor Hesji-Kassel, współrządca w latach 1831–1847 i samodzielny władca w latach 1847–1866.

## Życiorys
Fryderyk Wilhelm był czwartym dzieckiem a drugim synem landgrafa i księcia elektora Wilhelma II oraz jego małżonki Augusty Pruskiej, córki Fryderyka Wilhelma II Hohenzollerna, króla Prus i królowej Fryderyki Luizy Hessen-Darmstadt. Małżeństwo rodziców zawarte ze względów politycznych nie było szczęśliwe. Od 1806 małżonkowie żyli osobno. Książę Wilhelm II mieszkał ze swoją kochanką Emilią von Reichenbach-Lessonitz na Zamku Schönfeld w pobliżu Kassel. Separacja rodziców i romans ojca, źle wpływały na relacje wewnątrz rodziny. Poróżniły na długo Wilhelma II z Fryderykiem Wilhelmem. Poprawa stosunków nastąpiła na krótko przed rewolucją 1830 roku.

## Panowanie
Faktyczną władzę Fryderyk Wilhelm sprawował od 1831 roku jako współregent, czy koregent, choć nominalnie głową państwa był nadal Wilhelm II. Kolejnym landgrafem heskim i księciem elektorem został w 1847 roku. Jego rządy nie były specjalnie popularne. W 1850 roku przeciwko znienawidzonemu przez ludność księciu wybuchły zamieszki. Fryderyk Wilhelm salwował się ucieczką do Frankfurtu nad Menem. Na posiedzeniu rady Związku Niemieckiego pod naciskiem Austrii podjęto decyzję o wysłaniu wojsk interwencyjnych do Hesji-Kassel celem zaprowadzenia porządku. Za plecami Fryderyka Wilhelma toczyła się rywalizacja mocarstw o wpływy nie tylko w Związku Niemieckim, ale i w całym regionie.

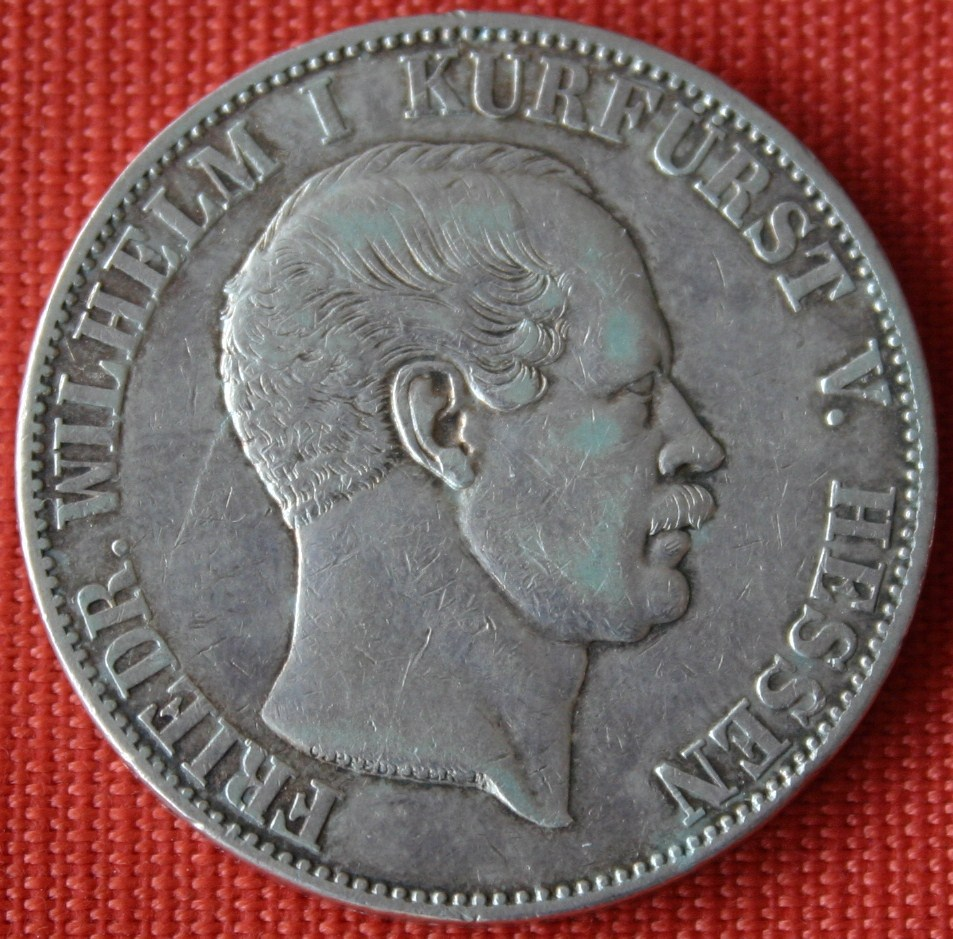
1 talar z popiersiem Fryderyka Wilhelma z 1855 roku

Fryderyk Wilhelm w wojnie austriacko-pruskiej w 1866 roku stanął po stronie Austrii i dlatego po pruskim zwycięstwie jego ziemie zostały wcielone do Prus. Razem z wcielonymi do Prus ziemiami Nassau i z Frankfurtem nad Menem ziemie Hesji-Kassel utworzyły nową pruską prowincję o nazwie Hesja-Nassau (Hessen-Nassau). Książę utracił władzę i udał się na wygnanie do Pragi, gdzie przebywał aż do śmierci 6 stycznia 1875 roku.

## Odznaczenia
Wielki Mistrz:
- Order Lwa Złotego[3]
- Order Wilhelma[3]
- Order Zasługi Wojskowej[3]
- Order Hełmu Żelaznego[3]

Zagraniczne:
- Order Słonia (Dania)
- Order Orła Czarnego (Prusy)[4]
- Order Orła Czerwonego I Klasy (Prusy)[4]
- Order Ludwika (Hesja)[4]

## Rodzina
W trakcie studiów w Bonn Fryderyk Wilhelm poślubił Gertrudę Lehmann, rozwódkę, wcześniej żonę oficera pruskiego Karola Mikołaja Lehmanna, z którym miała dwóch synów:
- Karol Otto Gotfryd (ur. 8 września 1823, zm. 8 marca 1907),
- Eduard (ur. 1827, zm. 1896).

Po wyniesieniu do godności współregenta 30 września 1831 roku Fryderyk Wilhelm wystosował list herbowy datowany na dzień 10 października 1831, w którym podnosił do godności hrabiny von Schaumburg swoją żonę Gertrudę począwszy od dnia 1 maja 1832 roku. Przyznany tytuł obejmował nie tylko Gertrudę, ale także wszystkich potomków zrodzonych z jej małżeństwa z Fryderykiem Wilhelmem. Para miała dziewięcioro dzieci:
- Augusta Maria Gertruda (ur. 21 września 1829, zm. 18 września 1887),
- Aleksandra Fryderyka Wilhelmina (ur. 22 grudnia 1830, zm. 20 grudnia 1887),
- Fryderyk Wilhelm (ur. 18 listopada 1832, zm. 14 maja 1889)

∞ 1875 Ludovica Gloede (ur. 6 maja 1840, zm. 20 kwietnia 1912)
Fryderyk August (ur. 14 kwietnia 1864, zm. 26 kwietnia 1940) – 5. książę von Hanau,
- Maurycy Filip Henryk (ur. 4 maja 1834, zm. 24 marca 1889) – 1. książę von Hanau,
- Wilhelm (ur. 19 lutego 1836, zm. 3 czerwca 1902) – 2. książę von Hanau,
- Maria (ur. 22 sierpnia 1839, zm. 26 marca 1917),
- Karol (ur. 29 listopada 1840, zm. 27 stycznia 1905) – 3. książę von Hanau,
- Fryderyk Wilhelm Henryk (ur. 8 grudnia 1842, zm. 15 lipca 1917) – jako Henryk I, 4. książę von Hanau,
- Fryderyk Wilhelm Filip (ur. 29 grudnia 1844, zm. 28 sierpnia 1914) – jako książę Filip von Hanau.

## Tytuły
Z chwilą objęcia władzy w 1847 roku Fryderyk Wilhelm nosił następujące tytuły: księcia elektora i landgrafa Hesji-Kassel, wielkiego księcia Fuldy, księcia von Hanau, księcia Hersfeld, księcia Fritzlar, księcia Isenburg, hrabiego Katzenelnbogen, hrabiego Nidda, hrabiego Diez, hrabiego Ziegenhain, hrabiego Schaumburg, etc., etc.
W latach 1851–1875 był szefem austro-węgierskiego 8 Pułku Huzarów.

## Genealogia
| Fryderyk Wilhelm I z Hesji-Kassel (1802–1875)          | | | | | | | | |
| Pradziadkowie                                          | landgraf Fryderyk II Heski (1747–1837) ∞ 1786 księżna Maria Hanowerska (1722–1772)                                   | landgraf Fryderyk II Heski (1747–1837) ∞ 1786 księżna Maria Hanowerska (1722–1772)                                   | król Fryderyk V Oldenburg (1723–1766) ∞ 1774 królowa Ludwika Hanowerska (1724–1751)                                  | król Fryderyk V Oldenburg (1723–1766) ∞ 1774 królowa Ludwika Hanowerska (1724–1751)                                  | książę August Wilhelm Hohenzollern (1722–1758) ∞ 1793 księżna Luiza Amelia z Brunszwiku-Wolfenbüttel (1722–1780) | książę August Wilhelm Hohenzollern (1722–1758) ∞ 1793 księżna Luiza Amelia z Brunszwiku-Wolfenbüttel (1722–1780) | landgraf Ludwik IX, landgraf Hesji-Darmstadt (1719–1790) ∞ 1804 księżniczka Karolina Wittelsbach (Pfalz-Zweibrücken) (1721–1774) | landgraf Ludwik IX, landgraf Hesji-Darmstadt (1719–1790) ∞ 1804 księżniczka Karolina Wittelsbach (Pfalz-Zweibrücken) (1721–1774) |
| Dziadkowie                                             | książę elektor Wilhelm I, elektor Hesji-Kassel (1743–1821) ∞ 1810 księżniczka Wilhelmina Karolina Duńska (1747–1820) | książę elektor Wilhelm I, elektor Hesji-Kassel (1743–1821) ∞ 1810 księżniczka Wilhelmina Karolina Duńska (1747–1820) | książę elektor Wilhelm I, elektor Hesji-Kassel (1743–1821) ∞ 1810 księżniczka Wilhelmina Karolina Duńska (1747–1820) | książę elektor Wilhelm I, elektor Hesji-Kassel (1743–1821) ∞ 1810 księżniczka Wilhelmina Karolina Duńska (1747–1820) | król Fryderyk Wilhelm II Pruski (1744–1797) ∞ 1827 królowa Fryderyka Luiza z Hesji-Darmstadt (1751–1805)         | król Fryderyk Wilhelm II Pruski (1744–1797) ∞ 1827 królowa Fryderyka Luiza z Hesji-Darmstadt (1751–1805)         | król Fryderyk Wilhelm II Pruski (1744–1797) ∞ 1827 królowa Fryderyka Luiza z Hesji-Darmstadt (1751–1805)                         | król Fryderyk Wilhelm II Pruski (1744–1797) ∞ 1827 królowa Fryderyka Luiza z Hesji-Darmstadt (1751–1805)                         |
| Rodzice                                                | książę elektor Wilhelm II, elektor Hesji-Kassel (1777–1847) ∞ 1853 księżniczka Augusta Pruska (1780–1841)            | książę elektor Wilhelm II, elektor Hesji-Kassel (1777–1847) ∞ 1853 księżniczka Augusta Pruska (1780–1841)            | książę elektor Wilhelm II, elektor Hesji-Kassel (1777–1847) ∞ 1853 księżniczka Augusta Pruska (1780–1841)            | książę elektor Wilhelm II, elektor Hesji-Kassel (1777–1847) ∞ 1853 księżniczka Augusta Pruska (1780–1841)            | książę elektor Wilhelm II, elektor Hesji-Kassel (1777–1847) ∞ 1853 księżniczka Augusta Pruska (1780–1841)        | książę elektor Wilhelm II, elektor Hesji-Kassel (1777–1847) ∞ 1853 księżniczka Augusta Pruska (1780–1841)        | książę elektor Wilhelm II, elektor Hesji-Kassel (1777–1847) ∞ 1853 księżniczka Augusta Pruska (1780–1841)                        | książę elektor Wilhelm II, elektor Hesji-Kassel (1777–1847) ∞ 1853 księżniczka Augusta Pruska (1780–1841)                        |
| landgraf Fryderyk Wilhelm I z Hesji-Kassel (1802-1875) | | | | | | | | |